# Zhou Peishun
Zhou Peishun (chinesisch 周培顺, Pinyin Zhōu Péishùn; * 8. März 1962 in Taizhou, Provinz Jiangsu, Volksrepublik China) ist ein ehemaliger chinesischer Gewichtheber. Er gewann bei den Olympischen Spielen 1984 die Silbermedaille im Zweikampf des Fliegengewichts.

## Werdegang
Zhou Peishun begann an einer Sportschule seiner Heimatstadt Taizhou mit dem Gewichtheben. Aufgrund seiner guten Leistungen wurde er 1977 in das Provinzteam von Jiangsu und 1982 in die chinesische Nationalmannschaft der Gewichtheber aufgenommen.
Bereits 1978 siegte er bei den asiatischen Juniorenmeisterschaften in der Gewichtsklasse bis 48 kg Körpergewicht. Sein nächster Einsatz bei einer internationalen Meisterschaft war der bei der Junioren-Weltmeisterschaft 1981 in Lignano/Italien. Er belegte dort im Fliegengewicht mit 222,5 kg (97,5–125) den 3. Platz hinter Hadjiew, Bulgarien, 242,5 kg u. Surayamah, Indonesien, 227,5 kg, vor seinem Landsmann. Mit seinen Einzelleistungen gewann er dabei noch jeweils eine Bronzemedaille. Bei den chinesischen Meisterschaften 1981, von denen sein Zweikampfresultat und seine Platzierung in der Gesamtwertung leider nicht bekannt ist, gewann er den Titel eines chinesischen Meisters im Reißen.
Den chinesischen Meistertitel im Stoßen des Fliegengewichts gewann Zhou Peishun 1982. Im Jahre 1983 wurde er bei der Weltmeisterschaft in Moskau eingesetzt. Dort waren nach vielen Jahren erstmals wieder chinesische Gewichtheber am Start, nachdem wegen unüberbrückbarer politischer Differenzen jahrelang chinesische Sportler weder in der Sowjetunion, noch in den meisten sog. Ostblock-Staaten an den Start gingen. Er kam dort im Zweikampf im Fliegengewicht auf 235 kg (107,5–127,5), mit denen er den 7. Platz belegte. Im Reißen verfehlte er mit 107,5 kg mit dem 4. Platz knapp eine Medaille.
Bei den Olympischen Spielen 1984 in Los Angeles wurde Zhou Peishun zusammen mit seinem Landsmann Zeng Guoqiang im Fliegengewicht eingesetzt. Beide lieferten sich dort einen spannenden Kampf und erzielten im Zweikampf 235 kg. Zhou schaffte dieses Ergebnis mit 107,5 kg im Reißen und 127,5 kg im Stoßen, Zeng mit 105 kg im Reißen und 130 kg im Stoßen. Da Zeng etwas leichter war als Zhou, gewann er die olympische Goldmedaille im Zweikampf und Zhou Peishun erhielt die Silbermedaille. Die Ergebnisse bei diesen Olympischen Spielen galten letztmals auch noch als Weltmeisterschaft. Aus diesem Grunde wurde Zhou mit seinem Resultat im Reißen Weltmeister in dieser Disziplin.
Nach diesen Olympischen Spielen war Zhou Peishun bei keiner weiteren internationalen Meisterschaft mehr am Start. Aus dem Jahre 2008 gibt es von ihm ein Lebenszeichen, als er in seiner Heimatstadt Taizhou Fackelträger beim olympischen Fackellauf war.

## Internationale Erfolge
| Jahr | Platz  | Wettbewerb                        | Gewichtsklasse          | |
| 1978 | 1.     | Asiatische Junioren-Meisterschaft | bis 48 kg Körpergewicht | |
| 1981 | 3.     | Junioren-WM in Lignano/Italien    | Fliegen                 | mit 222,5 kg (97,5–125), hinter Hadjiew, Bulgarien, 242,5 kg (110–132,5) u. Surayamah, Indonesien, 227,5 kg (102,5–125)       |
| 1983 | 7.     | WM in Moskau                      | Fliegen                 | mit 235 kg (107,5–127,5); Sieger: Neno Tersijski, Bulgarien, 260 kg (115–145) vor Jacek Gutowski, Polen, 250 kg (112,5–137,5) |
| 1984 | Silber | OS in Los Angeles                 | Fliegen                 | mit 236 kg (107,5–127,5), hinter Zeng Guoqiang, China, 235 kg (105–130), vor Kazushito Manabe, Japan, 232,5 kg (102,5–130)    |

## WM-Einzelmedaillen
- WM-Goldmedaillen: 1984/Reißen
- WM.Bronzemedaillen: 1984/Stoßen

## Erläuterungen
- alle Wettbewerbe im Zweikampf, bestehend aus Reißen und Stoßen,
- OS = Olympische Spiele,
- WM = Weltmeisterschaft,
- Fliegengewicht, damals bis 52 kg Körpergewicht